# Josef Schneiderka
Josef Schneiderka, křtěný Josef Ludvík (20. srpna 1899 Křivé - 26. dubna 1945 Uherské Hradiště), byl český akademický malíř portrétista.

## Život
Josef Schneiderka se narodil poblíž Valašského Meziříčí v obci Křivé do chudá rodiny zámečníka Jana Schneiderky a jeho ženy Anny rodem Nesvatbové. Josef měl tři bratry, z nichž nejmladší zemřel v dětském věku. Stejně jako jeho bratři, starší Alois a mladší Ludvík, projevoval od mládí výtvarné nadání. Školní docházku vykonal patrně v Holešově a své první výtvarné školení začal ve Vídni, kde absolvoval 3 ročníky jistého grafického ústavu.
Poté odešel studovat do Prahy, kde navštěvoval ve školním roce 1920/1 až 1922/3 zprvu, Všeobecnou školu na Uměleckoprůmyslové škole a poté absolvoval ve školním roce 1923/24 1 ročník specializované školy na téže škole. V dalším studiu pokračoval na pražské Malířské akademii, kde navštěvoval ve školním roce 1924/1925 II. ročník všeobecné školy prof. V. Nechleby a v následujícím školním roce, pak i III. ročník všeobecné školy u téhož profesora a následně absolvoval několik studijních cest po Itálii, Jugoslávii, Španělsku a Holandsku.
V roce 1930 po návratu z Holandska navštívil svého bratra Aloise v Uherském Hradišti a Slovácko si jej okamžitě získalo srdečností obyvatel i pestrými barvami lidových krojů natolik, že se zde v roce 1938 oženil s Marií Kováříkovou. Josef Schneiderka zemřel na následky tuberkulózy 26. dubna 1945 v Uherské Hradišti. Město mu v červenci roku 1945 uspořádalo posmrtnou výstavu.
Josef Schneiderka byl vynikající portrétista, portrétoval řadu osobností své doby, za všechny vzpomeňme J. A. Baťu. Na konci dvacátých let se, ale v jeho tvorbě objevovaly také zátiší a kytice. Účastnil se řady výstav, většinou se svými bratry, ale také dalšími umělci regionu.

## Galerie

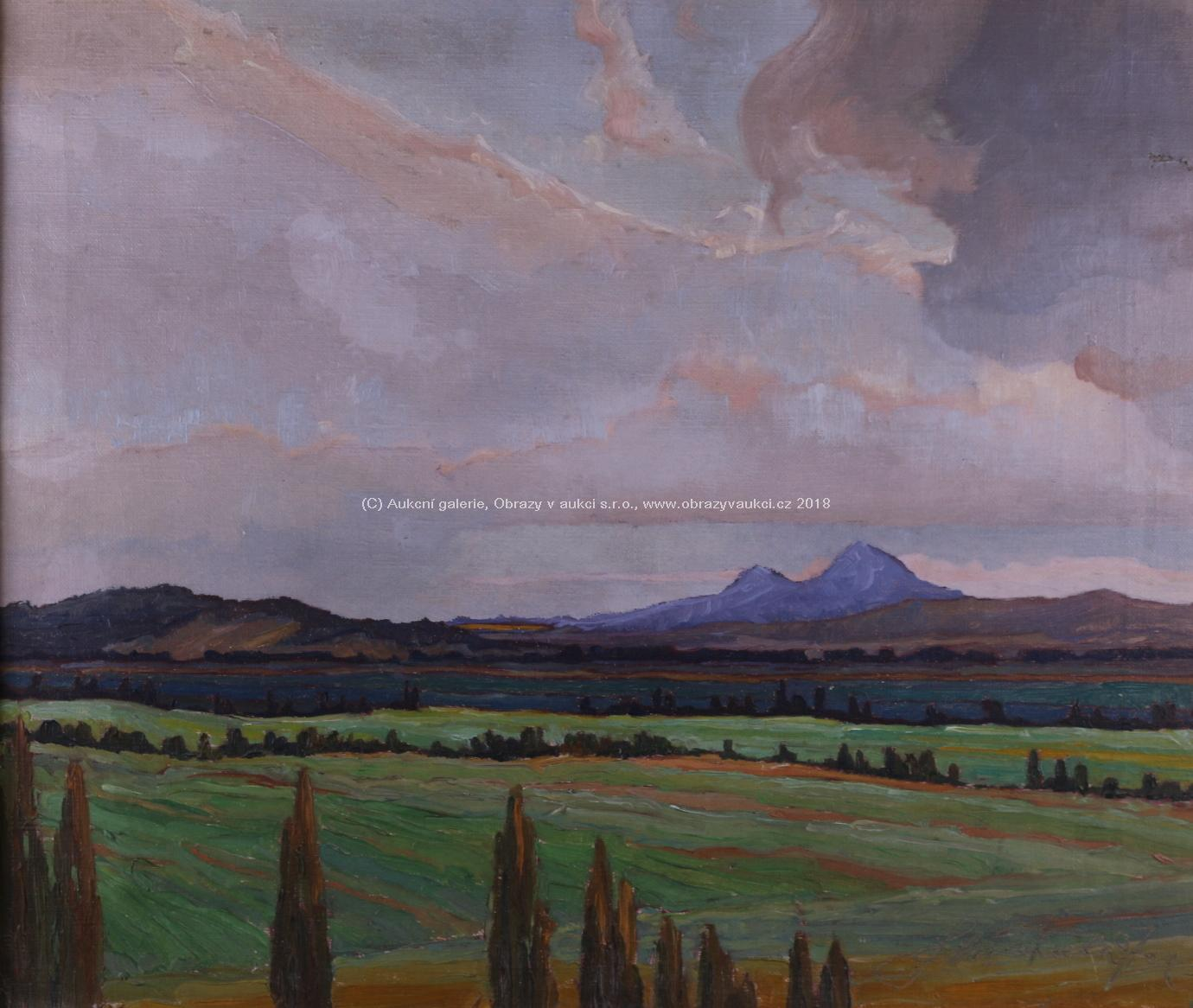
Pod Bezdězem (olej na plátně)
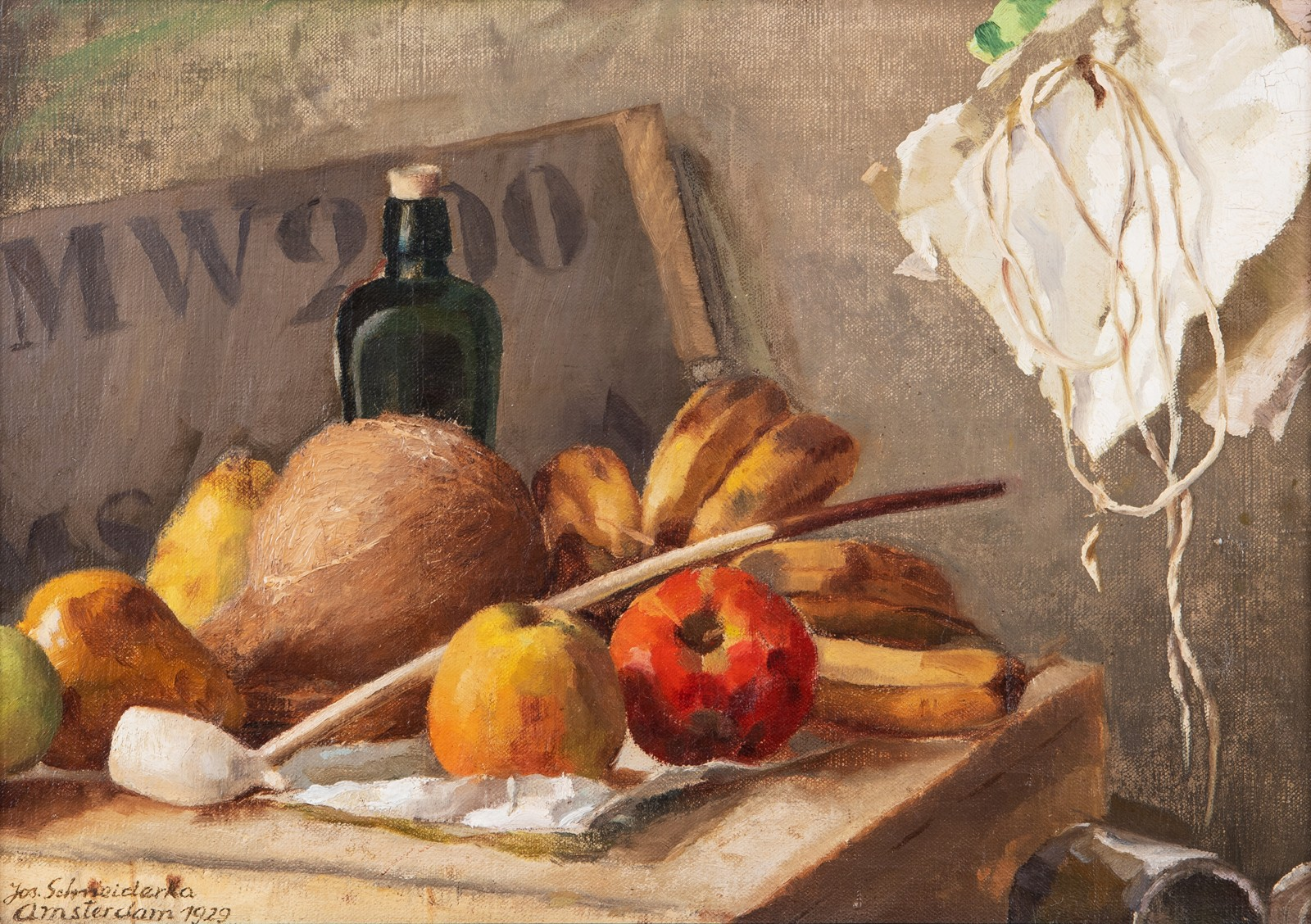
Zátiší s ovocem, 1929 (olej na plátně)
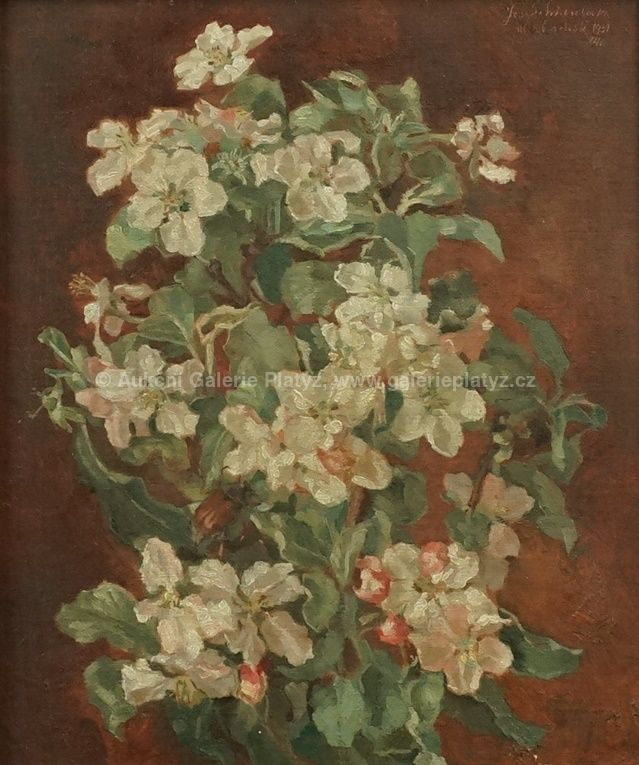
Kytice (olej na kartonu)
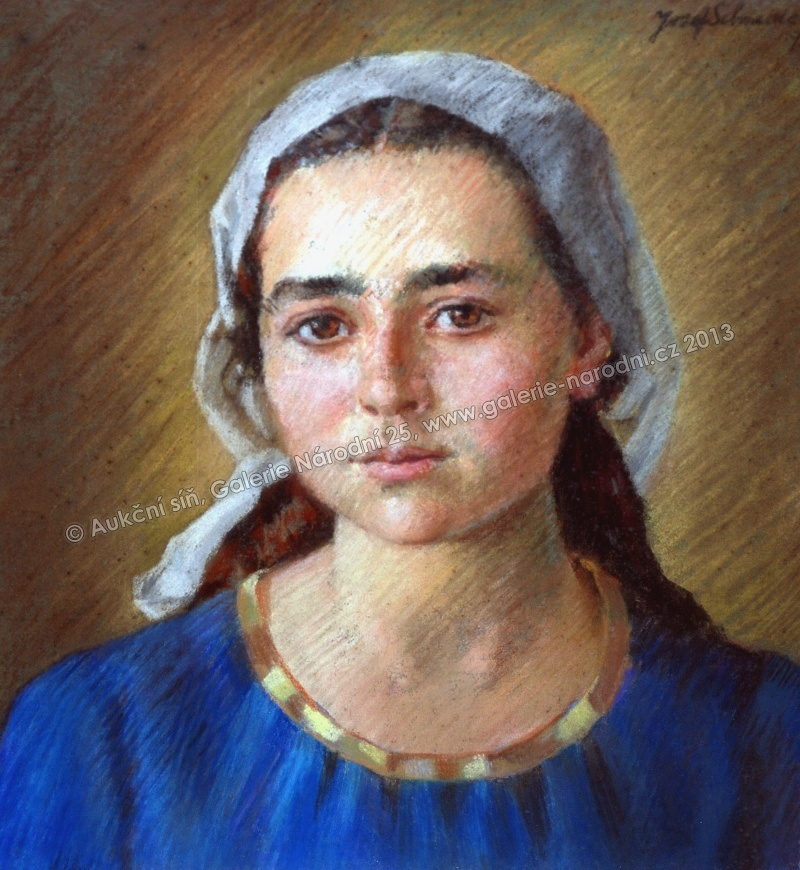
Portrét dívky (pastel na papíře)
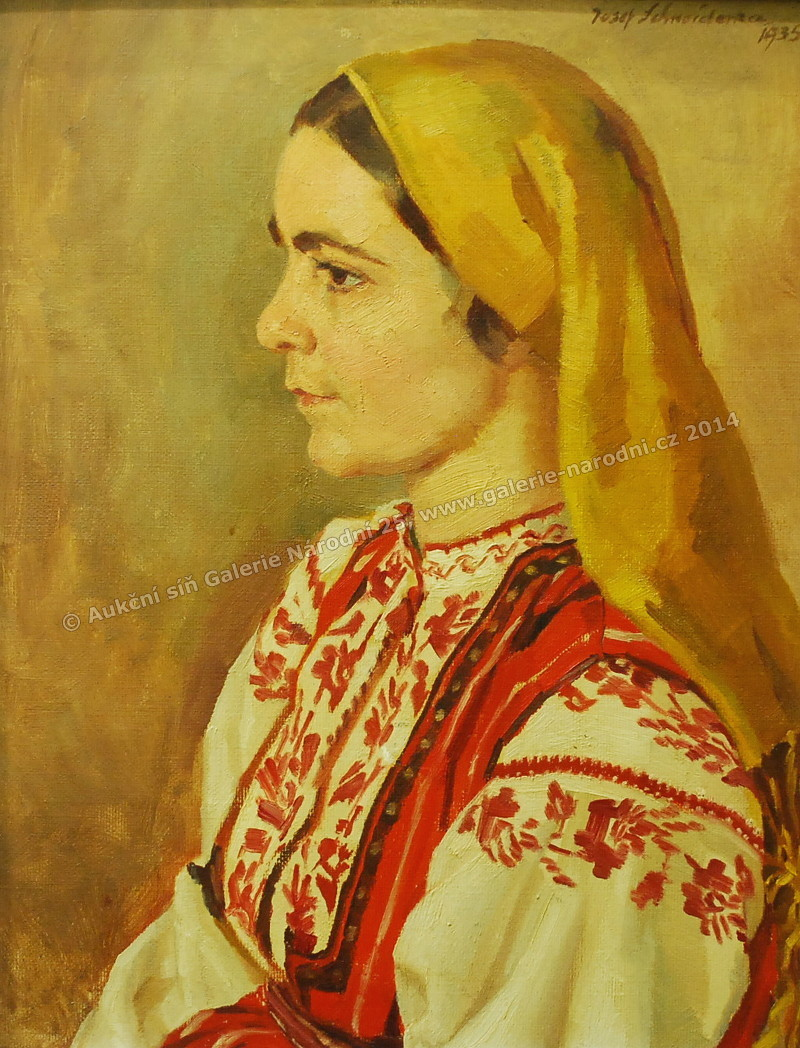
Portrét dívky v kroji (olej na kartonu)
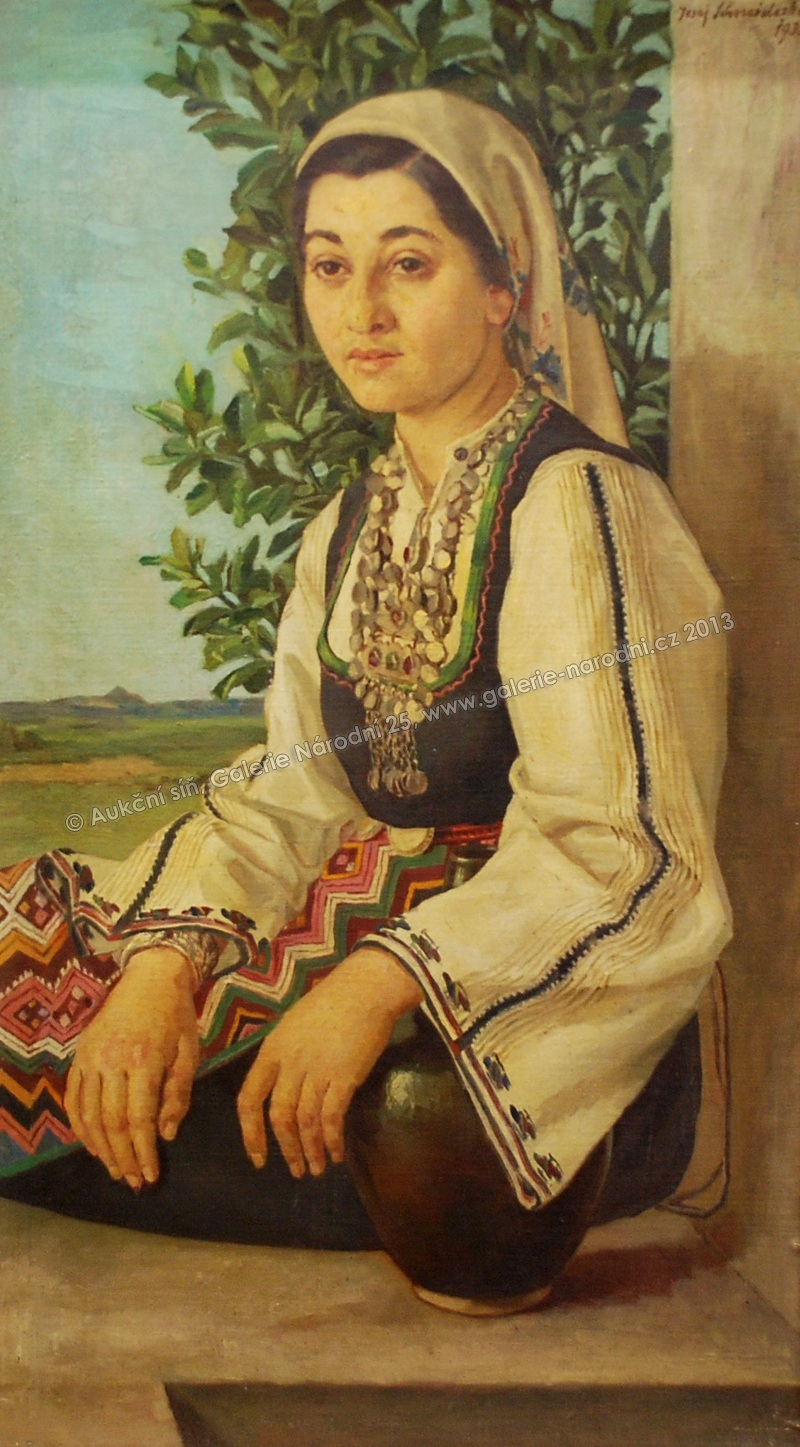
Sedící žena (olej na kartonu)